# Kathedraal van Inverness
De Sint-Andreaskathedraal is een kathedraal van de Scottish Episcopal Church, behorend tot de Anglicaanse Gemeenschap, in Inverness, Schotland, en de bisschopszetel van het bisdom Moray, Ross & Caithness. Het is de meest noordelijk gelegen kathedraal van Groot-Brittannië. Bovendien was de kathedraal de eerste die werd gebouwd sinds de Reformatie in Groot-Brittannië.
De eerste steen van de kathedraal werd gelegd in 1866 door de toenmalige aartsbisschop van Canterbury, Charles Longley. Het ontwerp kwam van architect Alexander Ross.